# Vuelta al País Vasco 2004
La XLIV Vuelta al País Vasco, disputada entre el 5 y el 9 de abril de 2004, estaba dividida en 5 etapas para un total de 766 km. El ruso Denis Menchov se impuso en la clasificación general. 

## Etapas
| Etapa  | Fecha    | Recorrido               | km  | Vencedor de la Etapa | Líder de la general |
| ------ | -------- | ----------------------- | --- | -------------------- | ------------------- |
| 1ª     | 5 aprile | Vergara > Vergara       | 139 | Alejandro Valverde   | Alejandro Valverde  |
| 2ª     | 6 aprile | Vergara > Zalla         | 180 | Beat Zberg           | Danilo Di Luca      |
| 3ª     | 7 aprile | Zalla > Vitoria         | 169 | Carlos Zárate        | Alejandro Valverde  |
| 4ª     | 8 aprile | Vitoria > Lecumberri    | 182 | Denis Menchov        | Denis Menchov       |
| 5ª-1ª  | 9 aprile | Lecumberri > Lazcano    | 88  | Jens Voigt           | Denis Menchov       |
| 5ª-2ª  | 9 aprile | Lazcano > Lazcano (CRI) | 8   | Bobby Julich         | Denis Menchov       |
| Totale | Totale   | Totale                  | 766 |                      |                     |

## Clasificación general
| Posición | Ciclista           | Equipo                     | Tiempo    |
| -------- | ------------------ | -------------------------- | --------- |
|          | Denis Menchov      | Illes Balears              | 19h25'46" |
| 2        | Iban Mayo          | Euskaltel-Euskadi          | a 21"     |
| 3        | David Etxebarria   | Euskaltel-Euskadi          | a 22"     |
| 4        | Bobby Julich       | Team CSC                   | a 30"     |
| DSQ      | Levi Leipheimer    | Rabobank                   | a 34"     |
| 6        | Alejandro Valverde | Comunidad Valenciana-Kelme | a 39"     |
| 7        | Floyd Landis       | US Postal                  | a 43"     |
| 8        | Samuel Sánchez     | Euskaltel-Euskadi          | a 47"     |
| 9        | Koldo Gil          | Liberty Seguros            | a 49"     |
| 10       | Jorge Ferrio       | Costa de Almería-Paternina | a 1'02"   |